# Родниківська сільська рада (Свалявський район)
| Родниківська сільська рада — орган місцевого самоврядування у Свалявському районі Закарпатської області з адміністративним центром у с. Родниківка. Сільській раді підпорядковані населені пункти: - с. Родниківка - с. Родникова Гута |

## Склад ради
Рада складається з 16 депутатів та голови.

## Керівний склад сільської ради
| ПІБ                       | Основні відомості                                                               | Дата обрання | Дата звільнення |
| ------------------------- | ------------------------------------------------------------------------------- | ------------ | --------------- |
| Арендаш Сергій Васильович | Сільський голова, 1966 року народження, освіта, безпартійний                    | 26.03.2006   | 31.10.2010      |
| Арендаш Сергій Васильович | Сільський голова, 1966 року народження, освіта середня спеціальна, безпартійний | 31.10.2010   |                 |

Примітка: таблиця складена за даними джерела

## Населення
Згідно з переписом УРСР 1989 року чисельність наявного населення сільської ради становила 1368 осіб, з яких 684 чоловіки та 684 жінки.
За переписом населення України 2001 року в сільській раді мешкало 1345 осіб.

### Мова
Розподіл населення за рідною мовою за даними перепису 2001 року:
| Мова       | Відсоток |
| ---------- | -------- |
| українська | 97,92 %  |
| словацька  | 1,34 %   |
| російська  | 0,07 %   |
| інші       | 0,67 %   |